# Трльонґ
Трльонґ (пол. Trląg, нім. Seehorst) — село в Польщі, у гміні Яніково Іновроцлавського повіту Куявсько-Поморського воєводства.
Населення — 366 осіб (2011).
У 1975-1998 роках село належало до Бидгощського воєводства.

## Демографія
Демографічна структура станом на 31 березня 2011 року:
|          | Загалом | Допрацездатний вік | Працездатний вік | Постпрацездатний вік |
| -------- | ------- | ------------------ | ---------------- | -------------------- |
| Чоловіки | 190     | 44                 | 131              | 15                   |
| Жінки    | 176     | 44                 | 103              | 29                   |
| Разом    | 366     | 88                 | 234              | 44                   |